# 김민종 Best vs. Live Album
김민종 Best vs. Live Album은 김민종의 음반이다.

## 트랙
Disc 1
1. 아름다운 아픔  4:53  - 작사:김민종 작곡:김도형 편곡:김도형
2. 눈물 4:17
3. 다시는 4:43 - 작사:강은경 작곡:이경섭 편곡:이경섭
4. 夜雨  3:50 - 작사:김민종, 최희진
5. 그대 하나만 3:39 - 작사:윤사라 작곡:황세준 편곡:황세준
6. 왜 4:37 - 작사:김민종 작곡:조규만 편곡:조규만
7. 순수 4:36 - 작사:김민종 작곡:김도형
8. 인연 3:45 - 작사:김민종 작곡:June
9. 비원 5:05 - 작사:김민종 작곡:조규만 편곡:조규만
10. 너를 보내며 4:19 - 작사:김민종 작곡:신인수 편곡:김승현
11. 고백 4:17 - 작사:심현보 작곡:정재형 편곡:정재형
12. 잘못된 약속 3:43 - 작사:김민종 작곡:신재홍 편곡:신재홍
13. 넌 모를 꺼야 3:50 - 작사:윤사라 작곡:신인수
14. 하늘 아래서 (New Version) 4:40 - 작사:김민종 작곡:서영진
15. 착한 사랑 (2000 New Version) 4:50 - 작사:김민종 작곡:김도형
16. Love You For All Time (Jessica / 김민종) 4:19  - 작곡:김현철

Disc 2
1. 아름다운 아픔 (live)    - 작사:김민종 작곡:김도형 편곡:김도형
2. 다시는 (live)    - 작사:강은경 작곡:이경섭 편곡:이경섭
3. 방황 (live)    - 작사:강은경 작곡:이경섭 편곡:이경섭
4. To You (live)    - 작사:지우 작곡:서영진 편곡:서영진
5. 또 다른 만남을 위해 (live)    - 작사:지우 작곡:서영진 편곡:서영진
6. 하늘 아래서 (live)    - 작사:김민종 작곡:서영진 편곡:서영진
7. Endless Love (live)   4:50 - 작사:김민종 작곡:서영진
8. 비원 (live)    - 작사:김민종 작곡:조규만 편곡:조규만
9. 귀천도애 (live)    - 작사:김민종 작곡:서영진 편곡:서영진
10. 세상 끝에서의 시작 (live)    - 작사:원태연 작곡:조규만 편곡:조규만
11. 왜 (live)    - 작사:김민종 작곡:조규만 편곡:조규만
12. 착한 사랑 (live)    - 작사:김민종 작곡:김도형 편곡:김도형, 홍성민